# Ernst von Moy de Sons
Kraft Karl Ernst Freiherr von Moy de Sons (* 10. August 1799 in München; † 1. August 1867 in Mühlau bei Innsbruck) war ein deutscher Hochschullehrer für Rechtsgeschichte und Kanonistik in Würzburg, München und Innsbruck.

## Leben
Moy de Sons war Sohn eines picardischen Adligen, 1789 aus Frankreich emigriert, und dessen Frau, Tochter eines Mainzer Kaufmanns. Moy de Sons Vater war als Kaufmann in München tätig. Er studierte an der Universität Landshut Rechtswissenschaft und wurde 1821 Mitglied des Corps Bavaria Landshut. Er wechselte an die Julius-Maximilians-Universität Würzburg und die Friedrich-Alexander-Universität Erlangen. Nach dem Studium trat er zunächst als Auditor in das Bayerische Kriegsministerium ein. 1827 wurde er an der Universität Erlangen zum Dr. iur. promoviert. Es folgte sodann die Habilitation (1827) an der Juristischen Fakultät der Ludwig-Maximilians-Universität München. Er wurde Privatdozent und war als Rechtsanwalt (1830–1833) in München tätig. 1833 wurde er als Nachfolger des Staatsrechtlers Anton Arnold von Linck ordinierter Professor für Staats-, Bundes- und Völkerrecht an der Universität Würzburg; sein Nachfolger wurde Johann Joseph von Kiliani. 1837 wurde Moy de Sons – auf eigenen Wunsch hin – ordentlicher Professor für Staatsrecht und Rechtsphilosophie an der Universität München. Im Zuge der „Lola Montez-Affäre“, wo er, auf Seiten der Ultramontanen stehend, sich zum Missfallen des Bayerischen Königs Ludwig I. mit anderen öffentlich für die Abschiebung der Tänzerin und Geliebten des Königs, Lola Montez, nach Spanien einsetzte, wurde er 1847 der Professur enthoben. Der Staatsrechtler Joseph Pözl wurde sein Lehrstuhlnachfolger.
Moy de Sons wurde kurzzeitig als Appellationsgerichtsrat nach Neuburg an der Donau (straf)versetzt. Er reichte schließlich seine Beurlaubung ein und zog 1848 nach Innsbruck in Tirol. Dort knüpfte er über seine Frau Kontakte zur konservativen alttirolischen Partei um Ignaz von Giovanelli zu Gerstburg und Hörtenberg und gab ab 1849 die als konservativ geltende Tiroler Zeitung heraus.
1851 schied er aus dem bayerischen Staatsdienst aus und vertrat alsbald im Zuge der Thun-Hohenstein’schen Universitätsreformen als Nachfolger von Georg Phillips die gesamte Lehrkanzel für Kirchenrecht und Deutsche Reichs- und Rechtsgeschichte an der Universität Innsbruck, wobei Julius von Ficker ab 1863 Deutsche Rechtsgeschichte lehrte. Er dozierte in Deutsch und Italienisch und war bis zu seinem Tode 1867 Professor. 1837 wurde er für die Universität Würzburg (Untermainkreis) Mitglied der Kammer der Abgeordneten (Bayern), der zweiten Kammer der bayerischen Ständeversammlung; in diese Zeit fiel die Auseinandersetzung um den Kniebeugeerlass. Er gehörte dem Ausschuss für die Dankadresse und dem I. Ausschuss für Gegenstände der Gesetzgebung an. 1858 wurde er Rektor der Universität Innsbruck.
Anfangs beschäftigte er sich überwiegend mit dem Staatsrecht, was er später zugunsten des Kirchenrechts zurückstellte. Obwohl in Würzburg nur begrenzt wissenschaftlich hervorgetreten, wird als sein Hauptwerk das Lehrbuch des bayerischen Staatsrechts (1840–1846) angesehen, welches als „erste wirklich umfassende Darstellung des bayerischen Staats- und Verwaltungsrechts“ (Michael Stolleis) gilt. 1854 begründete er die heute noch existente kirchenrechtliche Fachzeitschrift Archiv für katholisches Kirchenrecht mit besonderer Rücksicht auf Österreich in Innsbruck, womit er sich um das Kanonische Recht Verdienst erworben.
In München gehörte er dem „Eos-Kreis“ (um Franz von Baader) und dann dem „Görre-Kreis“ (um Joseph Görres) an. Moy de Sons war als katholischer Rechtsgelehrter mit einer „konservativen“ bzw. „restaurativen“ Grundanschauung Unterstützer des österreichischen Innenministers Alexander von Bach und Kultusministers Leo von Thun und Hohenstein sowie Befürworter der österreichischen Konkordatspolitik (siehe Neoabsolutismus). Nachdem er bereits in Freiburg (1860) und München (1862) Vizepräsident gewesen war, wirkte er 1864 als Präsident des 16. Deutschen Katholikentages in Würzburg. Pözl kritisierte ihn für seinen Ultramontanismus, später aufgegriffen u. a. von Michael Stolleis und Robert Piloty. Die Vorgänge waren auch Teil der Verdrängung des idealistischen Naturrechtsgedankens zugunsten des Rechtspositivismus. Ebenso vom thomistischen Naturrecht, wie es etwa von Viktor Cathrein und Johannes Messner vertreten wurde, unterschied sich Moy de Sons’ Ansatz, der eher auf der Linie der römischen und scholastischen Orthodoxie lag.
Er war in zweiter Ehe mit einer Tochter des Tiroler Freiheitskämpfers und österreichischen Politikers Joseph von Giovanelli zu Gerstburg und Hörtenberg verheiratet. Er war Vater mehrerer Kinder, von denen einige früh verstarben.

## Ehrungen
- 1857: Ritter des Gregoriusordens
- 1863: Komtur des Gregoriusordens
- 1863: Ritter des Verdienstordens der Bayerischen Krone

## Schriften (Auswahl)
- Einige Gedanken über die Gesetzgebung im Fache der Polizei. 1825.
- De impedimentis matrimonii. 1827.
- Die Ehe und die Stellung der katholischen Kirche in Deutschland rücksichtlich dieses Punktes ihrer Disciplin. Mit einem Anhang über das Verhältniß der Kirche zum Staate und einer tabellarischen Uebersicht der in den bedeutenderen deutschen Bundesstaaten aufgestellten Ehegesetze. 1830.
- Das Eherecht der Christen in der morgenländischen und abendländischen Kirche bis zur Zeit Karls des Großen aus den Quellen dargestellt. 1838; Neudruck 1970.
- Lehrbuch des bayerischen Staatsrechts. 4 Bände. 1840–1846.
- Grundlinien einer Philosophie des Rechts vom katholischen Standpunkt. 2 Bände. 1854/1857, gewidmet Kardinal Joseph Othmar von Rauscher.
- Die weltliche Herrschaft des Papstes und die rechtliche Ordnung in Europa. 1860.
- Das Recht außerhalb der Volksabstimmung. 1867.